# Presidenti della Provincia di Vercelli
Elenco dei presidenti dell'amministrazione provinciale di Vercelli.

## Italia repubblicana (dal 1946)

### Presidenti della Provincia (dal 1951)

#### Eletti dal Consiglio provinciale (1951-1995)
| Nº | Nº | Ritratto | Nome               | Mandato           | Mandato          | Partito                            | Elezione |
| Nº | Nº | Ritratto | Nome               | Inizio            | Fine             | Partito                            | Elezione |
| -- | -- | -------- | ------------------ | ----------------- | ---------------- | ---------------------------------- | -------- |
|    |    |          | ?                  | ?                 | ?                | ?                                  |          |
|    |    |          | Raimondo Cantono   | 29 settembre 1986 | 9 agosto 1990    | Democrazia Cristiana               | 1985     |
|    |    |          | Antonino Filiberti | 9 agosto 1990     | 4 settembre 1991 | Democrazia Cristiana               | 1990     |
|    |    |          | Gilberto Valeri    | 4 settembre 1991  | 8 maggio 1995    | Partito Democratico della Sinistra | 1990     |

#### Eletti direttamente dai cittadini (1995-2016)
| Nº             | Nº            | Ritratto | Nome                                          | Mandato        | Mandato           | Partito                              | Elezione |
| Nº             | Nº            | Ritratto | Nome                                          | Inizio         | Fine              | Partito                              | Elezione |
| -------------- | ------------- | -------- | --------------------------------------------- | -------------- | ----------------- | ------------------------------------ | -------- |
|                |               |          | Gilberto Valeri                               | 8 maggio 1995  | 28 giugno 1999    | Partito Democratico della Sinistra   | 1995     |
|                |               |          | Giulio Baltaro                                | 28 giugno 1999 | 17 luglio 2001    | Forza Italia                         | 1999     |
|                |               |          | Renzo Masoero                                 | 11 giugno 2002 | 29 maggio 2007    | Alleanza Nazionale                   | 2002     |
| 29 maggio 2007 | 29 marzo 2010 | 2007     | Renzo Masoero                                 |                |                   | Alleanza Nazionale                   |          |
|                |               |          | Leonardo Cerenzia (Commissario straordinario) | 29 marzo 2010  | 1º giugno 2011    | —                                    | —        |
|                |               |          | Carlo Riva Vercellotti                        | 1º giugno 2011 | 11 settembre 2016 | Il Popolo della Libertà Forza Italia | 2011     |

#### Eletti dai sindaci e consiglieri della provincia (dal 2016)
| Nº | Ritratto | Ritratto | Nome                   | Mandato           | Mandato        | Partito                       | Elezione |
| Nº | Ritratto | Ritratto | Nome                   | Inizio            | Fine           | Partito                       | Elezione |
| -- | -------- | -------- | ---------------------- | ----------------- | -------------- | ----------------------------- | -------- |
|    |          |          | Carlo Riva Vercellotti | 11 settembre 2016 | 9 agosto 2019  | Forza Italia                  | 2016     |
|    |          |          | Eraldo Botta           | 13 ottobre 2019   | 24 luglio 2022 | Lega Nord                     | 2019     |
|    |          |          | Davide Gilardino       | 24 luglio 2022    | in carica      | Indipendente di centro-destra | 2022     |